# Ceratophysella czelnokovi
Ceratophysella czelnokovi är en urinsektsart som beskrevs av Olga M. Martynova 1978. Ceratophysella czelnokovi ingår i släktet Ceratophysella och familjen Hypogastruridae. Inga underarter finns listade i Catalogue of Life.